# Морски котки
Вижте пояснителната страница за други значения на Морски котки.
Морските котки, още Морски мечки (Arctocephalinae) са подсемейство перконоги на семейство Ушати тюлени (Otariidae).

## Класификация
Тази група ушати тюлени включва девет вида морски котки:
Подсемейство Морски котки
- Род Южни морски котки (Arctocephalus) E. Geoffroy Saint-Hilaire & F. Cuvier, 1826
  - Вид Южноамериканска морска котка (Arctocephalus australis) (Zimmermann, 1783)
  - Вид Новозеландска морска котка (Arctocephalus forsteri) (Lesson, 1828)
  - Вид Галапагоска морска котка (Arctocephalus galapagoensis) Heller, 1904
  - Вид Антарктическа морска котка (Arctocephalus gazella) (Peters, 1875)
  - Вид Чилийска морска котка (Arctocephalus philippii) (Peters, 1866)
  - Вид Южноафриканска морска котка (Arctocephalus pusillus) (Schreber, 1775)
  - Вид Гуаделупска морска котка (Arctocephalus townsendi) Merriam, 1897
  - Вид Субантарктическа морска котка (Arctocephalus tropicalis) (J. E. Gray, 1872)
- Род Северни морски котки (Callorhinus) (Gray, 1859)
  - Вид Северна морска котка (Callorhinus ursinus) (Linnaeus, 1758)

- Южноамериканска морска котка
- Антарктическа морска котка
- Южноафриканска морска котка
- Субантарктическа морска котка